# Aranysárga óriáscsésze
Az aranysárga óriáscsésze (Solandra maxima) a burgonyavirágúak (Solanales) rendjébe és a burgonyafélék (Solanaceae) családjába tartozó faj.

## Előfordulása
Az aranysárga óriáscsésze kedvelt dísznövény, elsősorban kerítésekre futtatják; őshazája Mexikó.

## Megjelenése
A növény 12 méter magasra kapaszkodhat fel, visszametszve ívesen hajló ágú cserjévé nevelik. Levele széles-elliptikus vagy hosszúkás, 5-18 centiméter hosszú, 2-9 centiméter széles, bőrnemű, a színén fényes, többnyire röviden kihegyezett. Levelei szórt állásúak. A virágok igen nagyok, a párta alapja szűk, majd feljebb széles harang alakú csövű, karimája széles, 5 karéjú, sárgás, mindegyik pártacimpa közepétől ibolya vagy barna sáv húzódik  mélyen a pártacső torkába. A csésze 5-8 centiméter hosszú, 5 élű, 3-5 cimpájú; a párta 15-24 centiméter hosszú, nagy, lekerekített cimpákkal, 8-15 centiméter széles, kinyíláskor krémfehér vagy világossárga, később sötétebb, végül okker- vagy narancsszínű; a porzók száma 5. A virágok többnyire magánosak. Termése gömbölyű, legfeljebb 7 centiméteres bogyó, csúcsán az épen maradó csészével.

## Képek

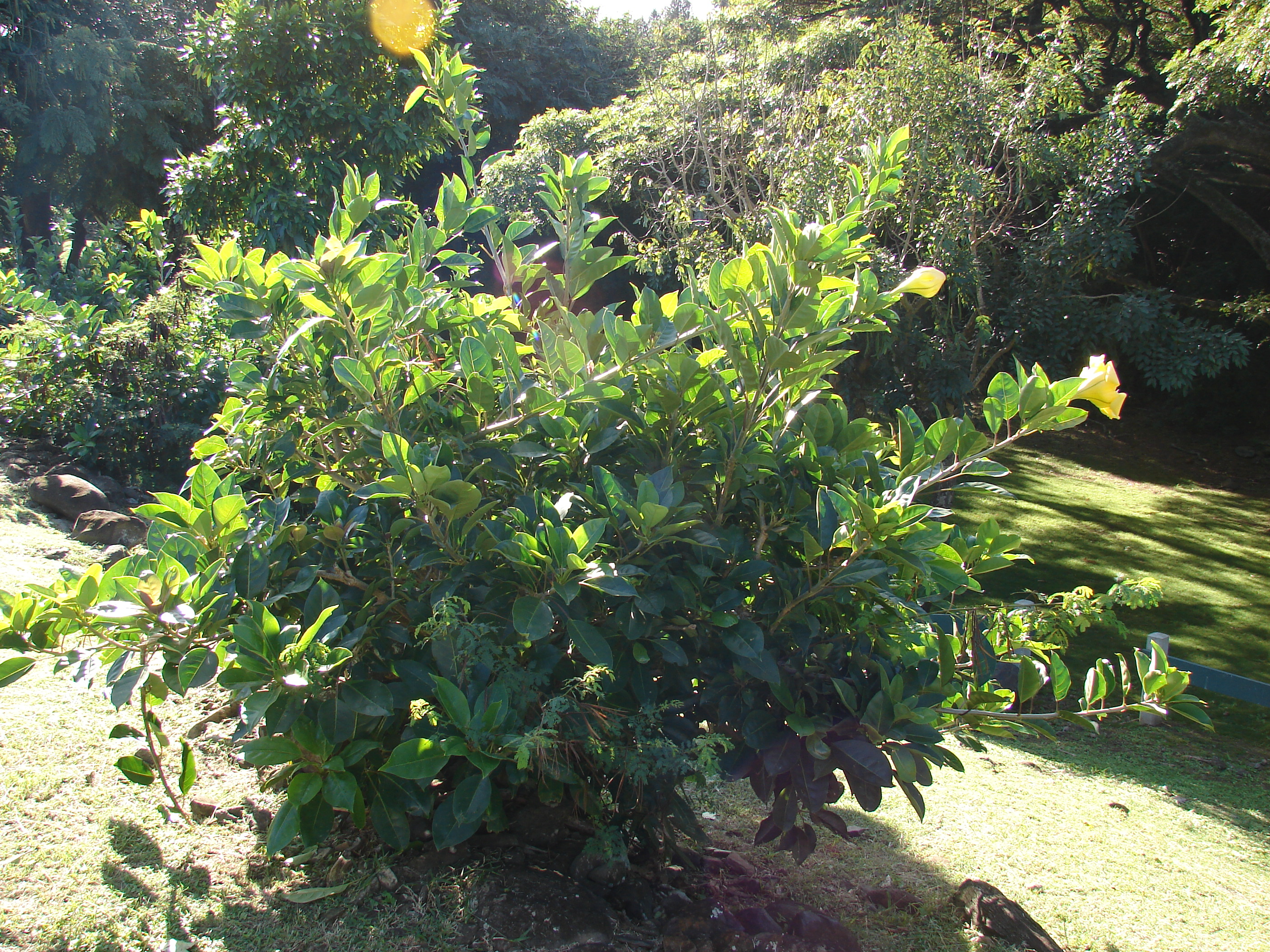
A növény
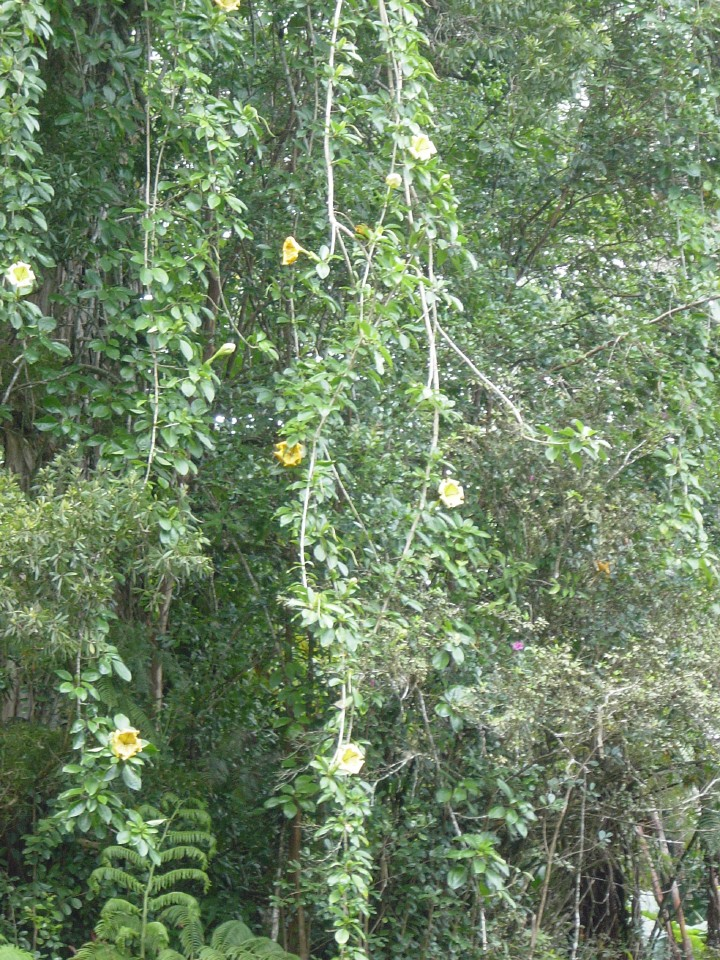
Fákra felfutva
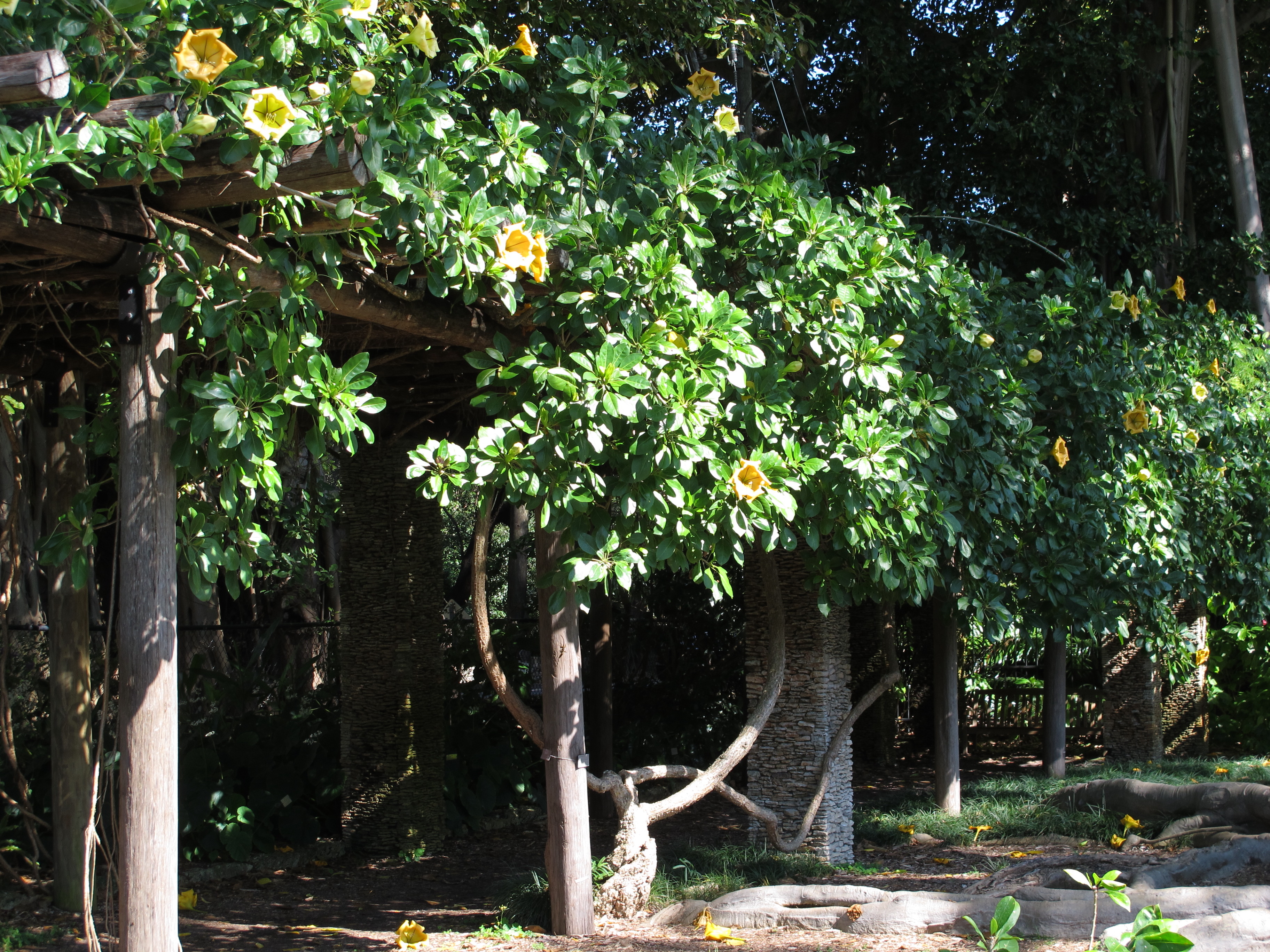
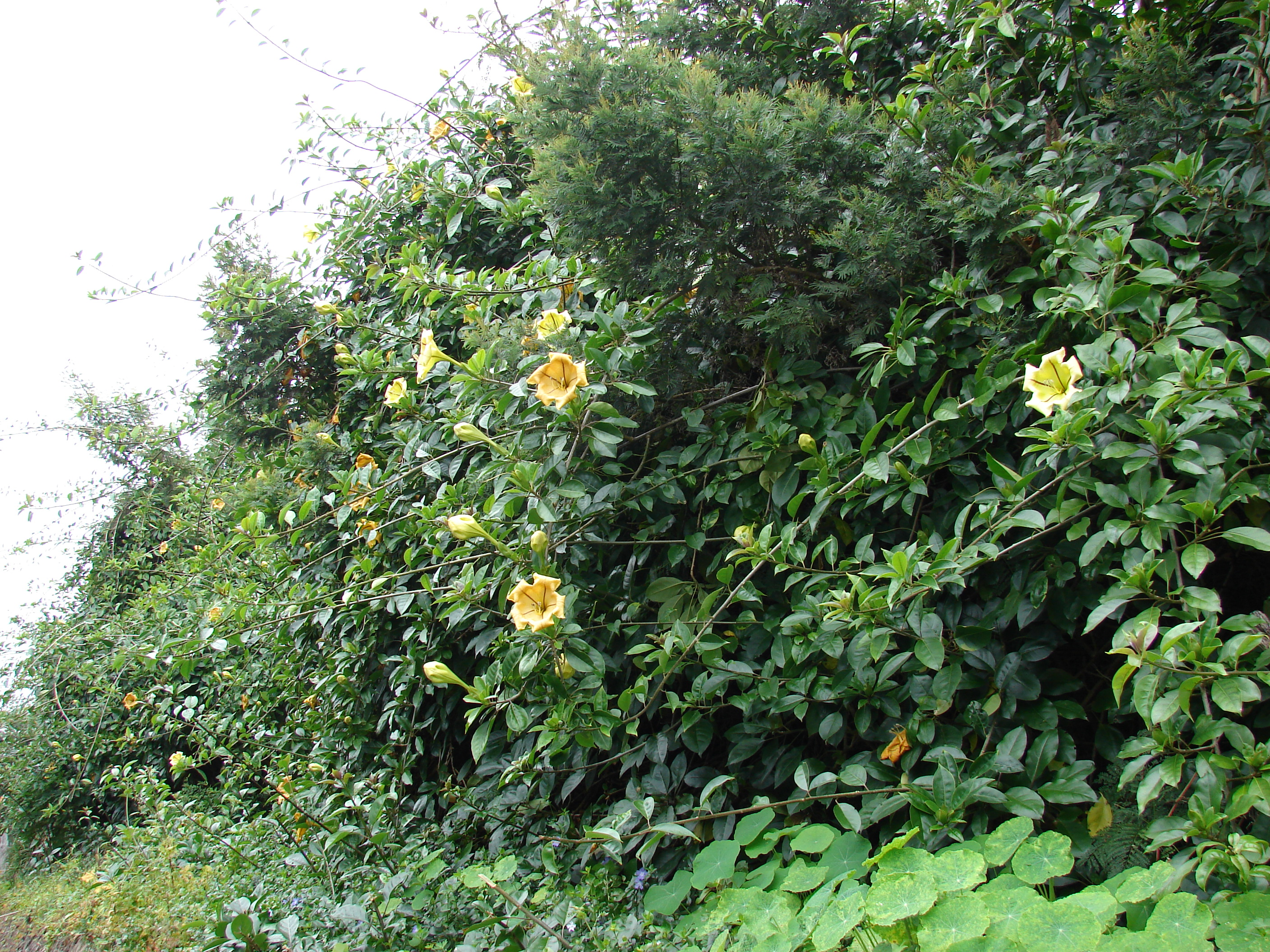
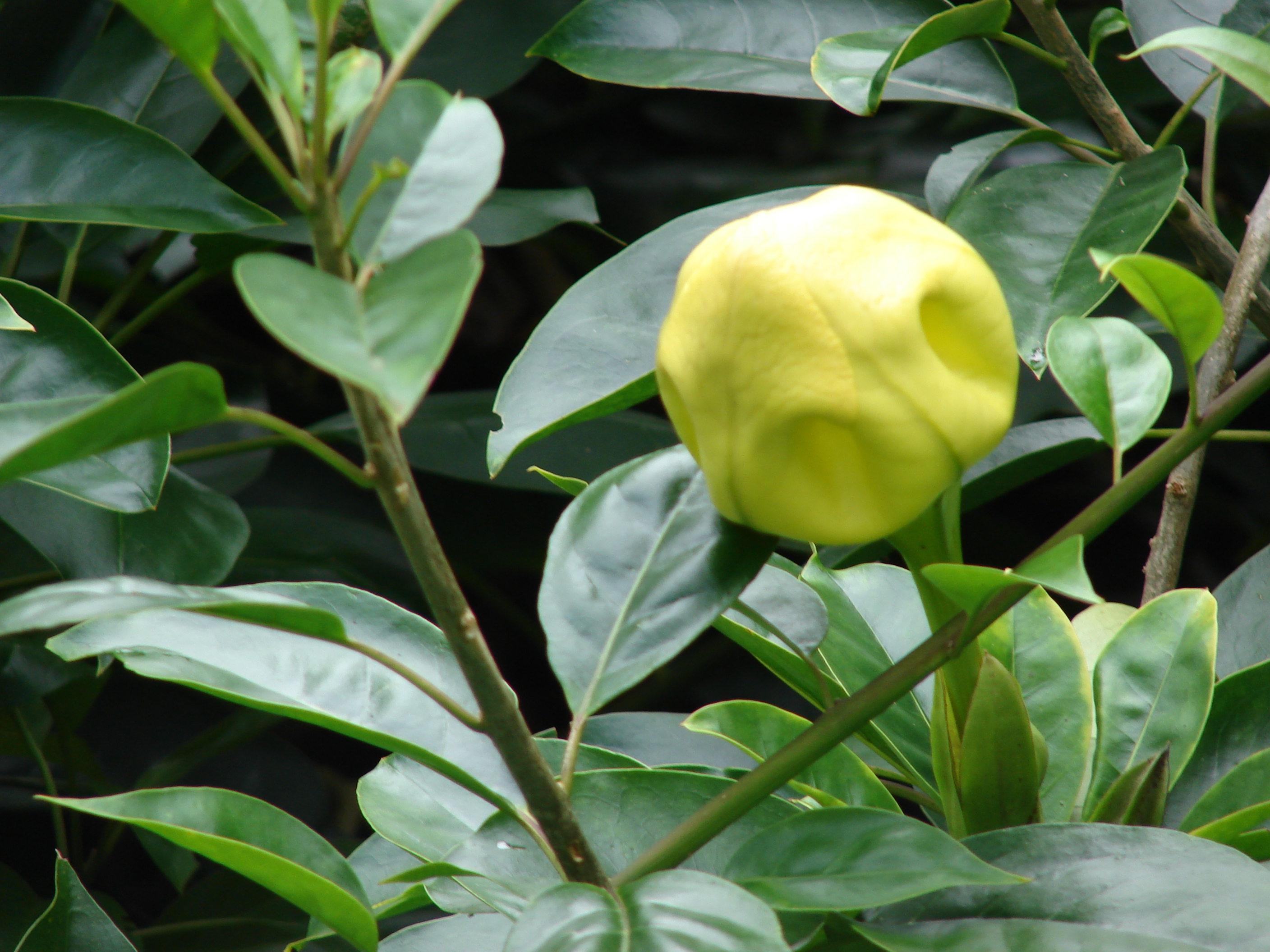
Bimbója
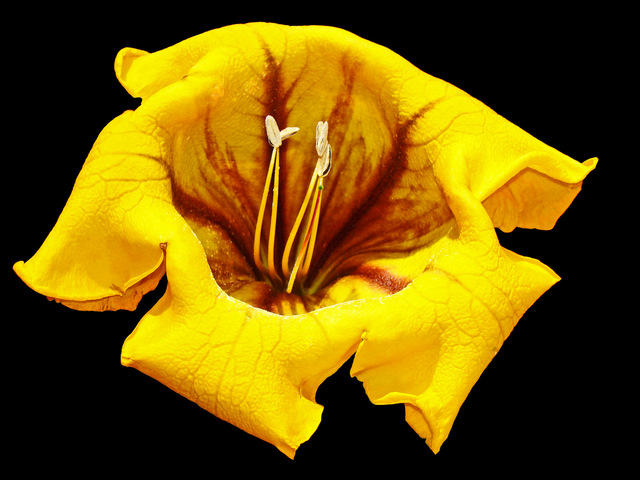
Virágai
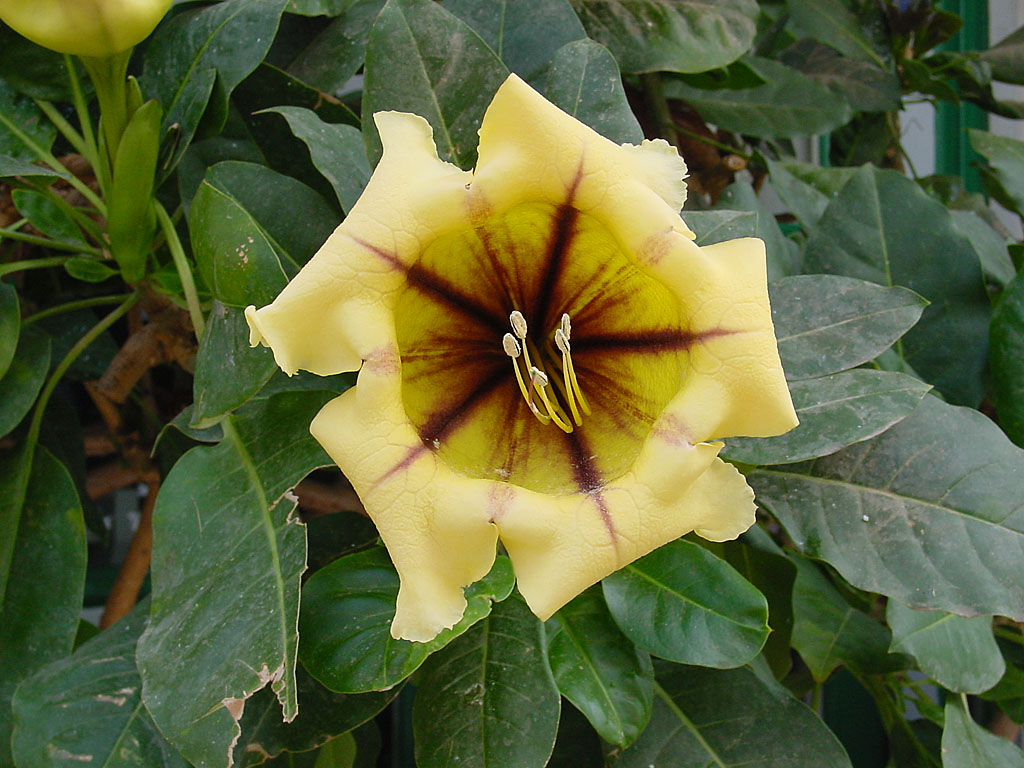
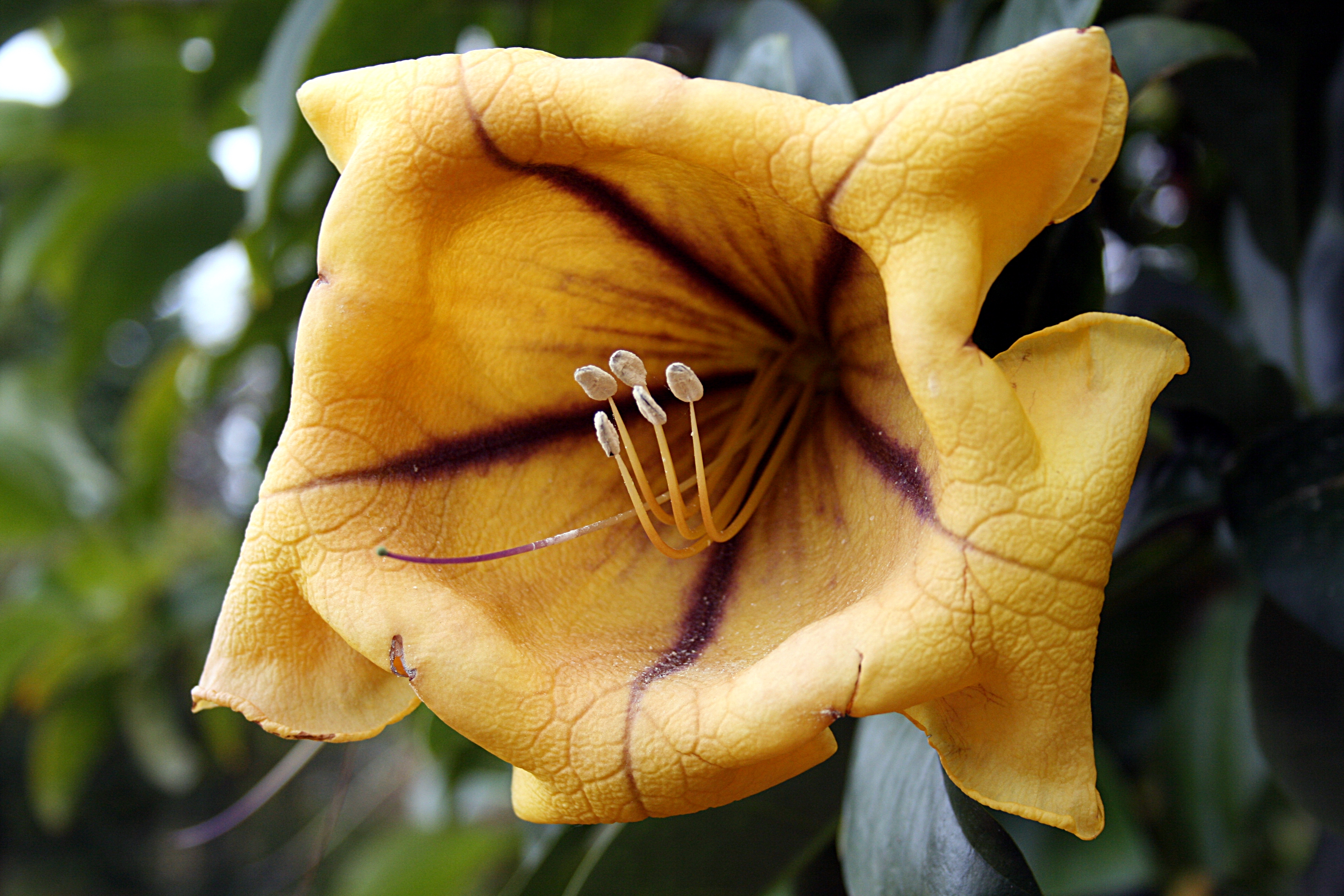
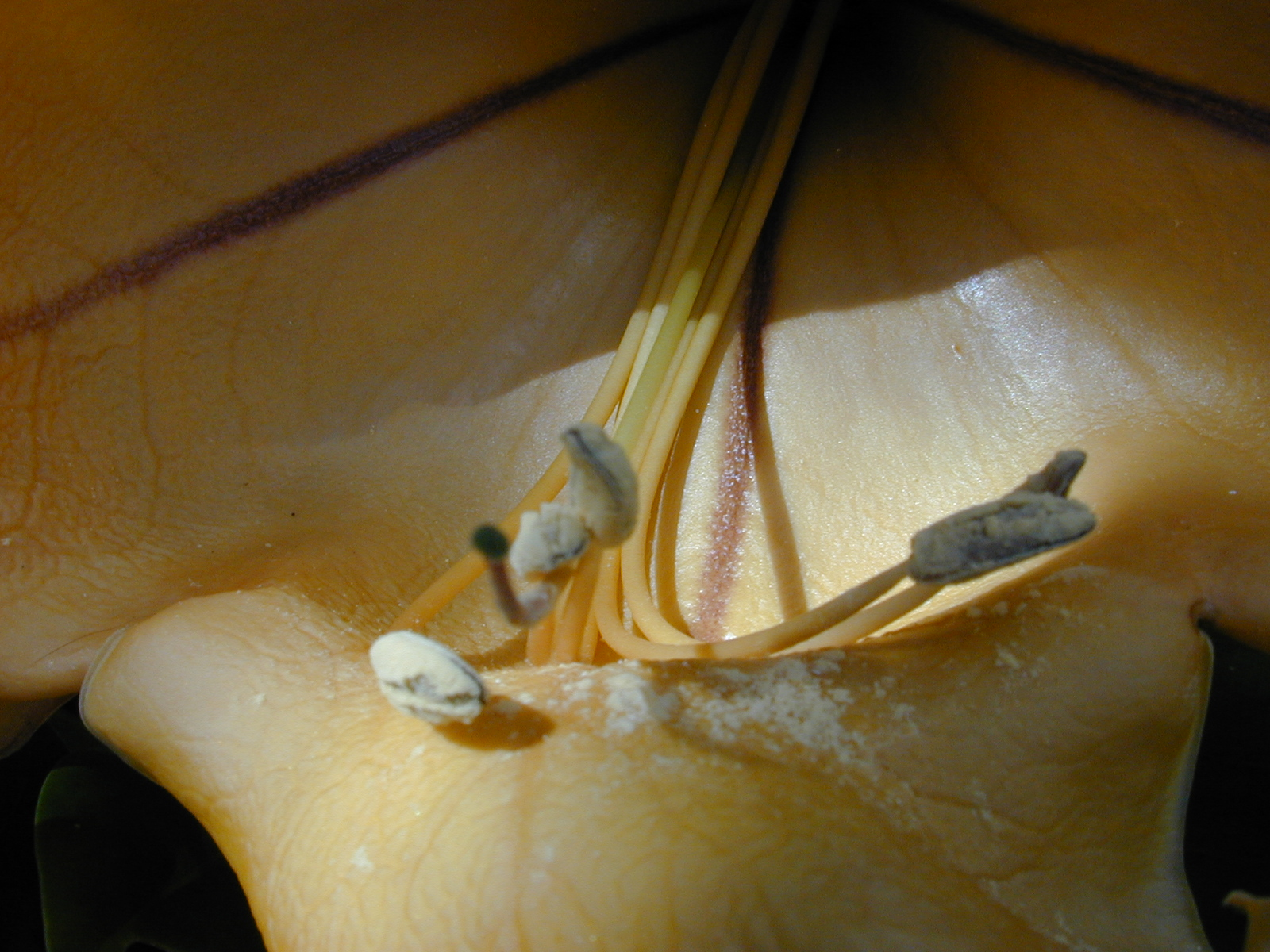
Bibéi és virágpora közelről
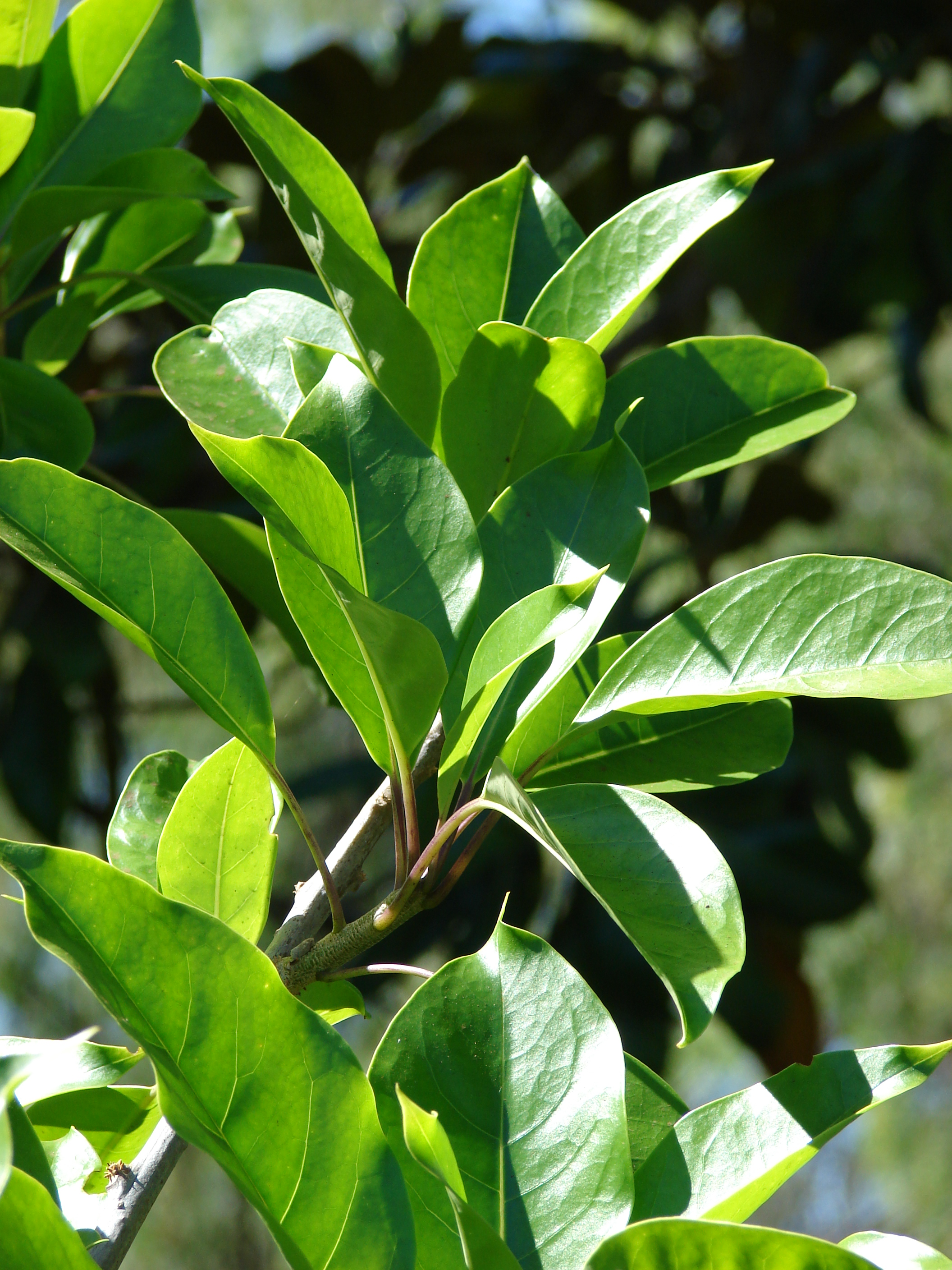
Levelei
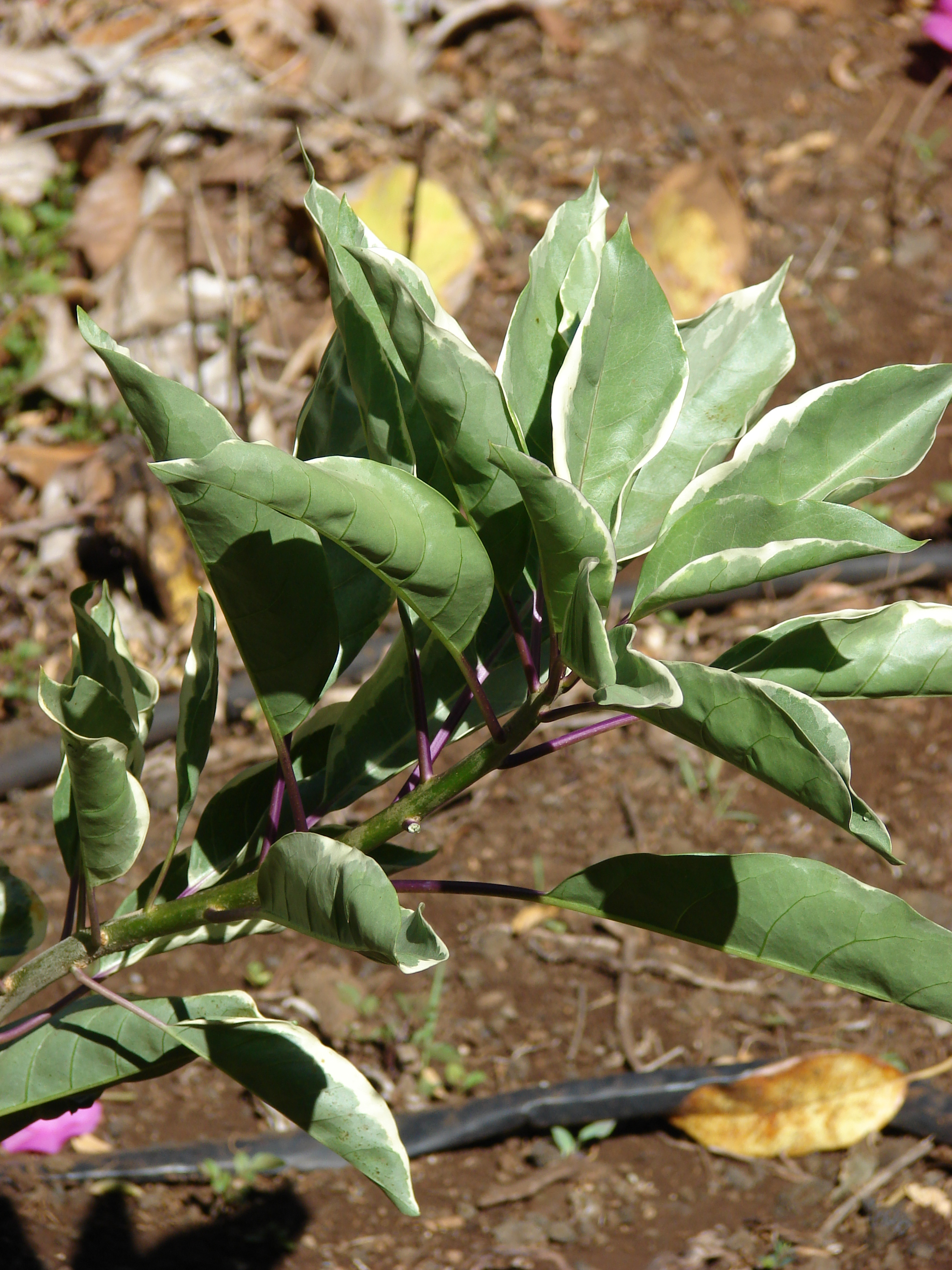